# Amalthocera tiphys
Amalthocera tiphys is een vlinder uit de familie venstervlekjes (Thyrididae). De wetenschappelijke naam van deze soort is voor het eerst geldig gepubliceerd in 1836 door Boisduval.
De soort komt voor in tropisch Afrika.